# Neckera coreana
Neckera coreana là một loài rêu trong họ Neckeraceae. Loài này được Cardot mô tả khoa học đầu tiên năm 1911.